# Yushan-Nationalpark
Der Yushan-Nationalpark (chinesisch 玉山國家公園, Pinyin "Yù Shān Gúojiā Gōngyuán") ist einer der acht Nationalparks in Taiwan und wurde nach dem Gipfel Yushan, dem höchsten Gipfel des Parks, benannt. Der Park umfasst insgesamt 103.121,4 Hektar, der Großteil davon zählt zum Taiwanischen Zentralgebirge. Der Park enthält über 30 Gipfel, deren Erhebung mehr als 3000 Meter beträgt. Zwei Drittel der Fläche des Parks liegen über 2000 Meter über dem Meeresspiegel. Der Höhenunterschied im Park ist 3600 Meter, und es gibt viele Schluchten, Felswände und Täler.

## Geschichte
In der japanischen Kolonialzeit wurde der jetzt als Yushan-Nationalpark bekannte Park als „Niitaka-Arisan-Nationalpark (japanisch: 新高阿里山国立公園)“ gegründet. Am 27. Dezember 1937 wurde der Niitaka-Arisan-Nationalpark eingerichtet, aber nach der Niederlage Japans im Zweiten Weltkrieg und dem Ende der japanischen Herrschaft über Taiwan wieder aufgelöst.
Danach zog die Regierung der Republik China nach Taiwan und verabschiedete das Nationalpark-Gesetz. Im Jahr 1972 wurde das Nationalpark-Gesetz offiziell umgesetzt. Im März 1979 verabschiedete der Exekutiv-Yuan den „umfassenden Entwicklungsplan“ Taiwans (Taiwan Comprehensive Development Plan), der Yushan, Kenting, Xueshan und Dabajian-Berg, Taroko sowie Lan Yu (Orchideeninsel) als Nationalparks klassifizierte. Am 10. April 1985 wurde das Büro der Yushan National Park Rangers (chinesisch: 玉山國家公園管理處) eingeweiht. Der Yushan-Nationalpark ist nicht nur der größte Nationalpark, sondern auch der erste Gebirgsnationalpark in Taiwan.
2011 wurde der Park in die Liste der potentiellen Welterbestätten Taiwans aufgenommen, welche durch das taiwanische Kultusministerium als Vorbereitung für eine mögliche Aufnahme Taiwans in die UNESCO erstellt wurde. Kriterien waren dafür die geologischen Besonderheiten und die reichhaltige Flora und Fauna im Park.
Die Fläche von 105,490 km² des Nationalparks erstreckt sich über drei Landkreise und eine Stadt und umfasst Teile der folgenden Gemeinden bzw. Stadtbezirke: Xinyi (24,065 km², Landkreis Nantou), Alishan (1,515 km², Landkreis Chiayi), Tauyuan (36,670 km², Kaohsiung) und Zhuoxi (43,240 km², Landkreis Hualien).

## Geomorphologie
Die Insel Taiwan, die ihre Existenz der Plattentektonik verdankt, ist immer noch ein Ort regelmäßiger seismischer Aktivität. Der Yushan-Nationalpark liegt im zentralen Bereich der Insel Taiwan. Das älteste geologische Terrain für den Park besteht aus dem Tananao-Schiefer-Komplex (大南澳片岩), der sich aus verschiedenen Schiefern und metamorphen Kalksteinen zusammensetzt und sich auf der Ostseite des Taiwanischen Zentralgebirges befindet.
Beispiele für geologische Merkmale wie Verwerfungslinien, Gesteinsklüfte und Auffaltung können im gesamten Yushan-Nationalpark beobachtet werden:
- Große Steilwand (大峭壁, Great Precipice), 1,2 km vor der Paiyun-Hütte (chinesisch: 排雲山莊, Paiyun Lodge) auf dem Yushan-Pfad.
- Geröllhalde am Fuß des Hauptgipfels
- Bruchstufe in Laonong (荖濃) zwischen Hauptgipfel und Batongguan (八通關)
- Fuzi-Kliff (父子斷崖) und Guanshan-Kliff (關山斷崖)

## Flora
Aufgrund seiner Topografie und seiner einzigartigen Landschaft ist der Yushan-Nationalpark bekannt für seine vielfältigen Klimazonen und für seine reiche Biodiversität. Die Pflanzenarten, die im Park gefunden werden, reichen von subtropischen (in den Vorgebirgen) bis hin zu hochalpinen (in Gipfelnähe).
Der häufige Wechsel von Höhen, steilen Klippen und tiefen Tälern im Yushan-Nationalpark verleiht dem Park sehr instabile Wetterbedingungen. Es kann zu sehr raschem Temperaturwechsel kommen. Daher ist die Vielfalt der hier anzutreffenden Pflanzen bemerkenswert. Mit nur 3 % der gesamten Landfläche Taiwans beherbergt der Park trotzdem die Hälfte der einheimischen Pflanzenarten.  Bei Untersuchungen wurden 2.522 verschiedene Arten von Pflanzen im Park gefunden.
Mit steigender Höhe gibt es folgende sechs Vegetationszonen im Park:
| Zone                           | Höhenlage         | Charakteristika |
| ------------------------------ | ----------------- | --- |
| Laubwaldzone                   | Unter 1.800 Meter | Der Laubwald wird hauptsächlich von Bäumen der Lorbeergewächse und Buchengewächse dominiert und bildet die gemischte Waldzone. Die zweite Baumschicht besteht aus Mitgliedern der Buchengewächse, wie Cyclobalanopsis morii, Castanopsis carlesii und Lithocarpus amygdalifolius. Zur Grundschicht gehören Pflanzen wie Farne und Adlerfarne. |
| Scheinzypressen-Zone           | 1.800–2.500 Meter | In dieser Zone gibt es einige Wälder mit Scheinzypressen. |
| Chinesische Hemlocktannen-Zone | 2.500–3.500 Meter | In dieser Zone wachsen die Nadelbäume Chamaecyparis formosensis (chinesisch: 紅檜), Chamaecyparis obtusa var. Formosana (chinesisch: 台灣扁柏), Taiwan cryptomerioides Hayata (chinesisch: 台灣杉), Chunninghamia konishii Hayata (chinesisch: 巒大杉), Pseudotsuga wilsoniana Hayata (chinesisch: 台灣黃杉) und die Laubbäume Acer morrisonensis Hayata (chinesisch: 臺灣紅榨槭) und Acer serrulatum Hayata (chinesisch: 青楓). Chamaecyparis Formosensis und Chamaecyparis obtusa var. Formosana werden gemeinhin als Zypresse bezeichnet. |
| Formosa-Tannen-Zone            | Ca. 3.530 Meter   | Gruppen von Formosa-Tannen wachsen am westlichen Hang des Yushan. |
| Subalpine Strauchzone          | 3.500–3.800 Meter | Zwergpflanzen, die sich niederwerfen und leewärts wachsen, sind die dominierenden Vegetationstypen dieses Gebietes. |
| Alpine Krautzone               | Über 3.800 Meter  | Im Sommer kommen in diesem Bereich krautige Pflanzen wie Adenophora uehatae Yamamoto (chinesisch: 高山沙參), Leontopodium microphyllum Hayata (chinesisch: 玉山薄雪草), Sedum morrisonensis Hayata (chinesisch: 玉山佛甲草) und Gentiana arisanensis Hayata (chinesisch: 阿里山龍膽) vor. |

## Fauna
Der Park beherbergt eine Vielzahl von Vögeln, Säugetieren, Reptilien, Amphibien und Schmetterlingen. Zwischen den Monaten März und Mai haben die Besucher die Chance, Wanderungen von Schmetterlingen zu beobachten. Die folgende Tabelle zeigt, wie viele verschiedene Arten von Tieren im Park gefunden wurden.
| Säuger | Reptilien | Lurche | Insekten | Vögel | Fische |
| ------ | --------- | ------ | -------- | ----- | ------ |
| 50     | 18        | 13     | 780      | 151   | 12     |

In der Vergangenheit wurden viele dieser Arten durch Überjagung gefährdet. Aber mit der Gründung des Yushan-Nationalparks kamen die Populationen zurück. Nun können manchmal auch wieder größere Säugetiere wie der Taiwanische Schwarzbär, der Formosa-Sambar-Hirsch, der Formosa-Makak und der Taiwan-Serau beobachtet werden.

## Kulturerbe
Prähistorische Relikte wie Steinwerkzeuge und Töpferwaren, die in den Gebieten Wangshiang (chinesisch: 望鄉) und Dongpu (chinesisch: 東埔) gefunden wurden, belegen eine frühzeitige menschliche Besiedlung. Der indigene Bunun-Stamm bewohnt gegenwärtig die Dörfer Dongpu und Meishan (chinesisch: 梅山). Er ist vor etwa 300 Jahren aus den Küstenebenen in die Berge gewandert. Ein weiterer indigener Stamm, die Tsou, der im Westen des Parks wohnte, wurde von den Bunun weitgehend assimiliert. Durch den Bau des 100 km langen Batongguan-Pfades (chinesisch: 八通關古道) im Jahr 1874 kam es zur Verdrängung der Ureinwohnerstämme. Einige Steintreppen, Wände und Wachposten sind Reste aus dieser Vergangenheit.

## Ökotourismus
Um den Ökotourismus zu entwickeln, wurden einerseits Schutzgesetze verabschiedet, um das Bewusstsein der Öffentlichkeit für die Bedeutung des Naturschutzes zu fördern, andererseits öffentliche Einrichtungen für einen leichten Zugang zur Verfügung gestellt. Zu den öffentlichen Einrichtungen im Park gehören:
| Wanderwegenetz (Meter) | Parkplätze | Sicherungsgeländer für Wanderwege (Meter) | Hängebrücken | Wetterschutzunterkünfte | Kläranlagen | Fremdenverkehrszentren | Ausbildungszentrum |
| ---------------------- | ---------- | ----------------------------------------- | ------------ | ----------------------- | ----------- | ---------------------- | ------------------ |
| 39.880                 | 17         | 1.111                                     | 18           | 13                      | 2           | 3                      | 1                  |

Für die öffentliche Sicherheit auf schwierigem Gelände wurden viele Brücken und Holzwege installiert.
Es gibt drei Besucherzentren im Park:
- Tataka-Besucherzentrum (englisch)

- Nanan-Besucherzentrum (englisch)

- Meishan-Besucherzentrum (englisch)

## Galerie

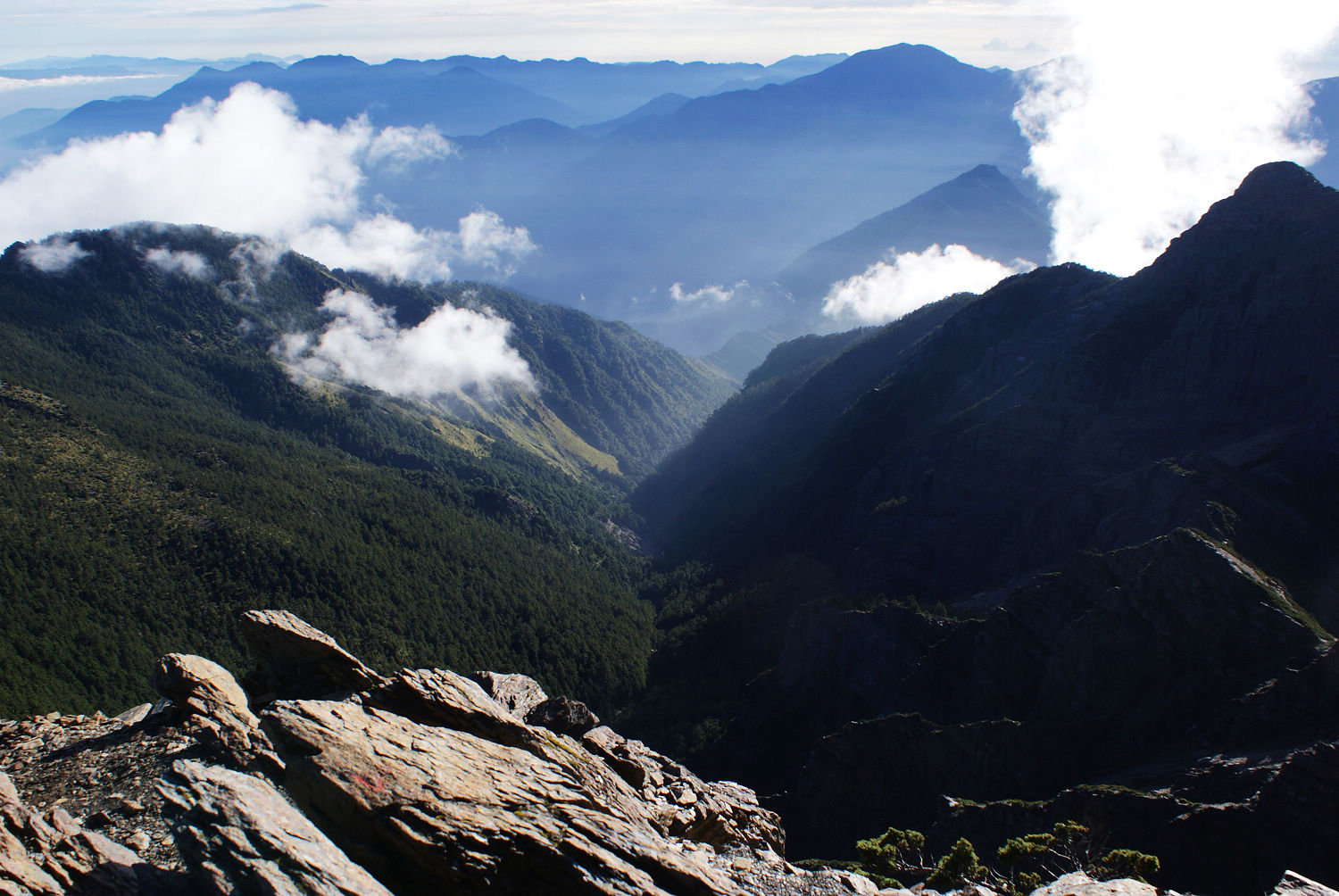
Quelle des Flusses Laonong an der Nordostseite des Yushan
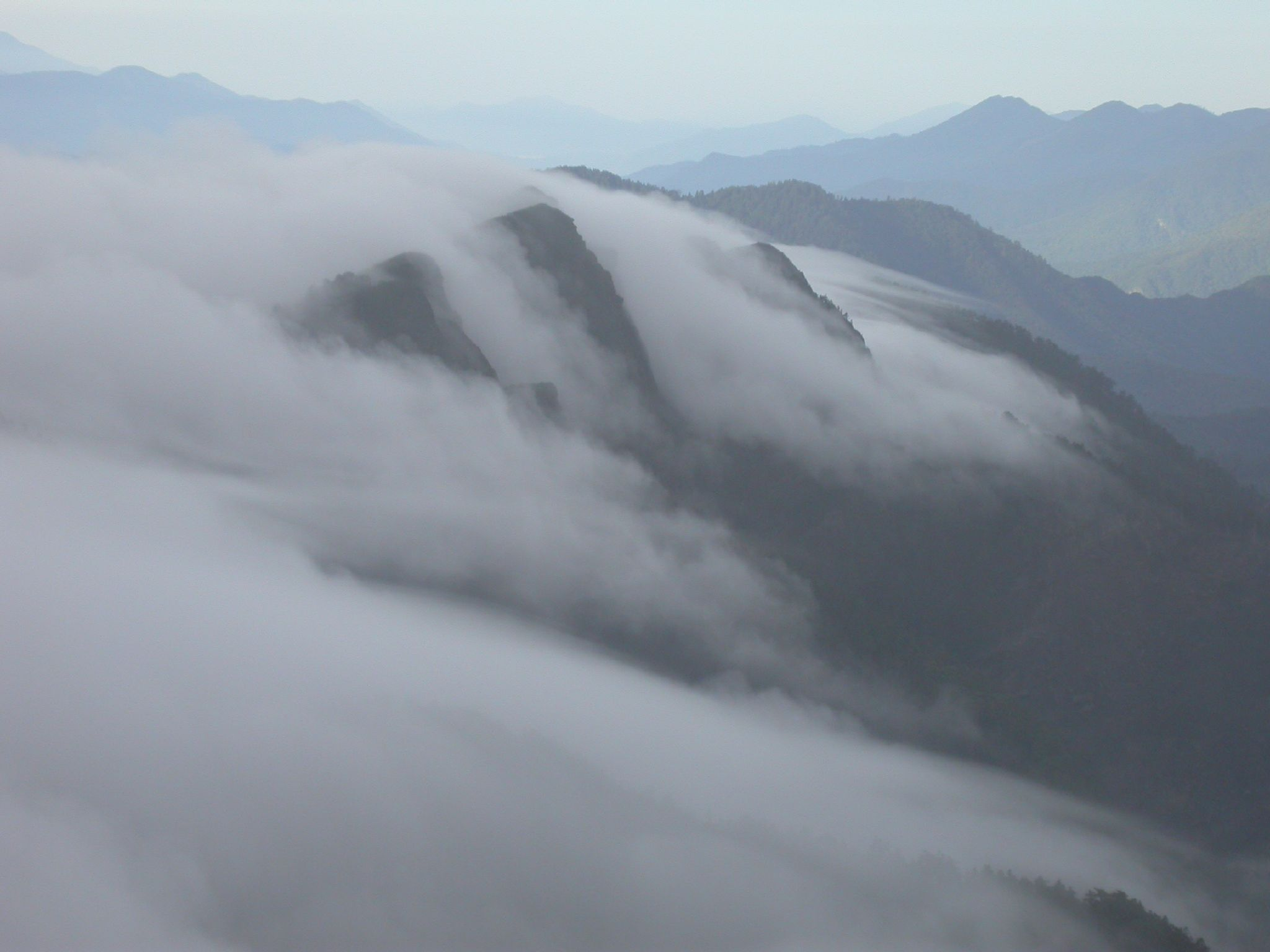
Nebel und Wolken am Yushan
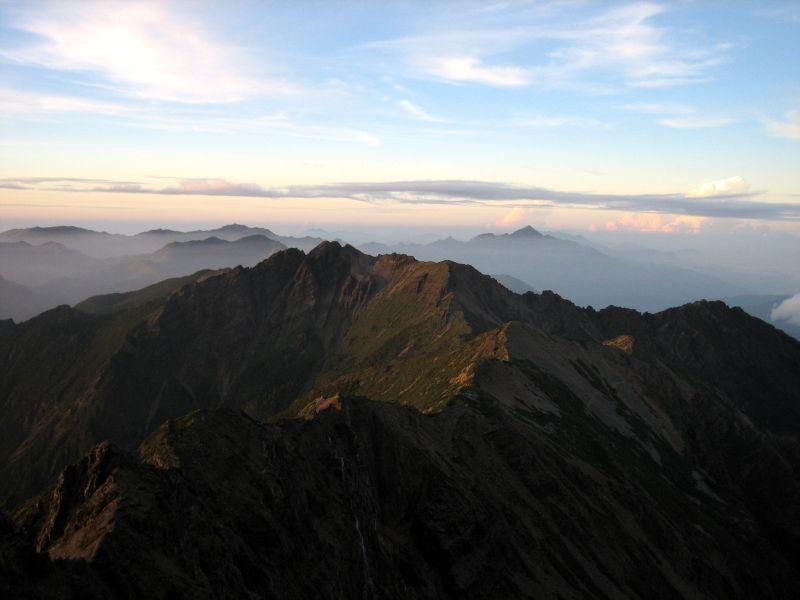
Sonnenaufgang über dem Yushan
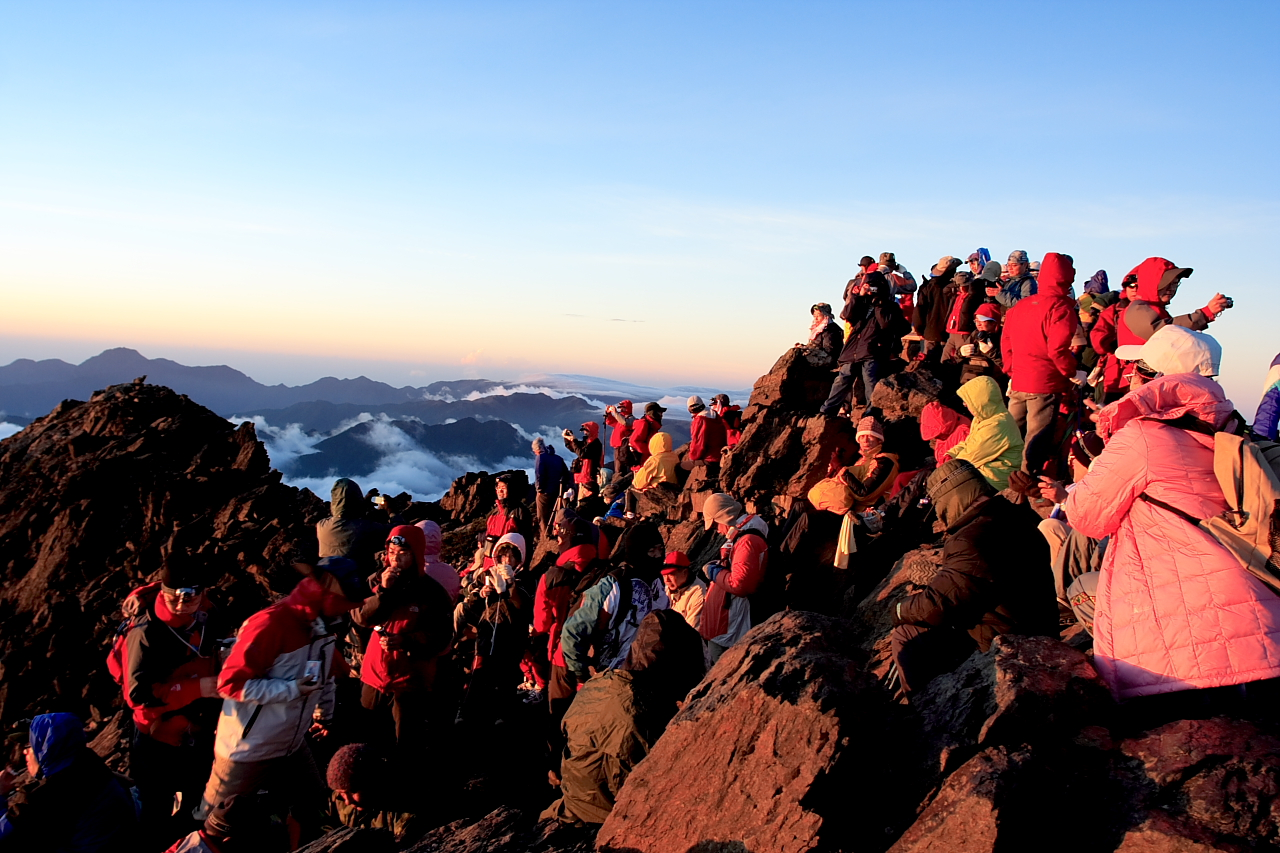
Auf dem Yushan-Gipfel
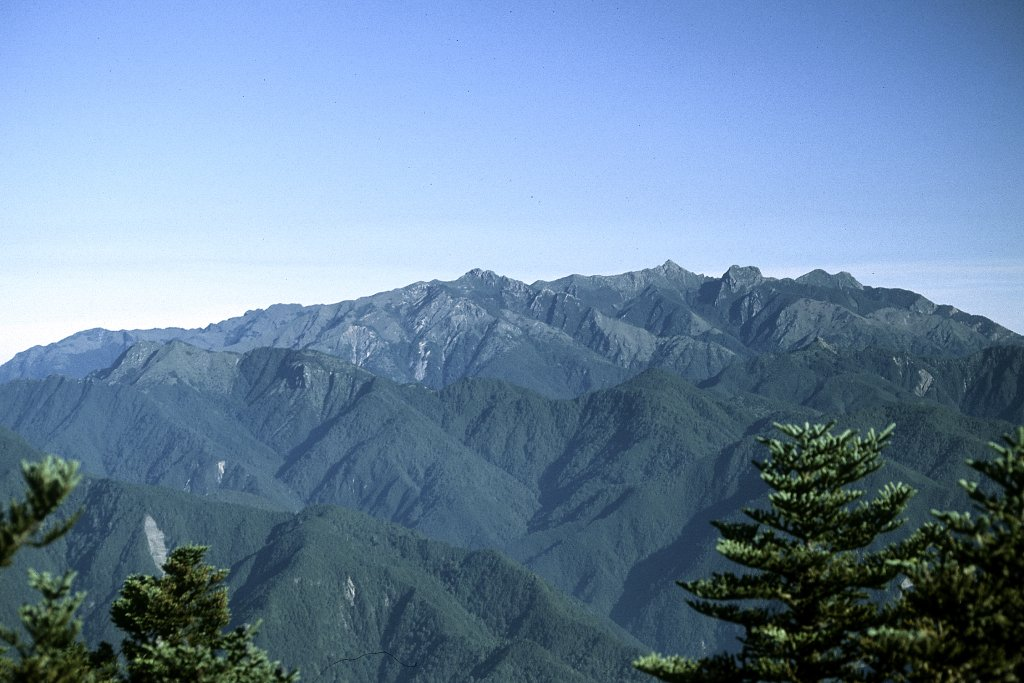
Blick auf dem Yushan vom Xinkangshan